# Sylver Kyagulanyi
Sylver Kyagulanyi é um músico, produtor musical e compositor ugandense. Ele é o diretor da Sikia Media Services. Ele tem sido um dos mais bem sucedidos compositores de Uganda, nos últimos dez anos. Ele é casado e tem dois filhos.

## Primeiros anos e educação
Kyagulanyi participou do Nswanjere Junior Seminary na educação primária. Ele foi para o Kisubi Seminary e St Charles Lwangwa Secondary School, para a educação segundaria dele. Ele foi admitido em comunicação de massa na Universidade Makerere mas deixou e em vez fez uma licenciatura de Música, Dança e Drama, especializando-se em música.

## Música
Ele começou cantando quando fez parte do coral soprano na igreja Christ the King no começo da década de 1990. Embora três anos mais velho, a canção dele ganhou o Youth Alive National Music Festival em 1995. Depois de ter marcado uma vitória, Kyagulanyi continuou desenvolvendo o talento dele. Seis anos mais velho, durante as férias em 1999, ele lançou "Ekisa Kyabakyala", uma canção sobre a emancipação das mulheres, que o levou a subir na carreira. A base musical dele cristã é evidente de algumas canções, tal como "Katonda Gwensiza" e "Tondeka Mukama", que alcança um "acorde espiritual" no coração dos seus fãs. 

## Discografia
- Ekisa kyabakyala
- Omuzadde Katonda
- Abaana bo
- Congratulations
- Tebalemwa maka
- Olunaku luno
- Nkuuma